# Erik Haaest
Erik Haaest (14. marts 1935 – 23. januar 2012 i Odense) var en dansk journalist, forfatter, provokatør og krigshistoriker. Han markerede sig især med bogudgivelser om 2. verdenskrig, dobbeltmordet på Peter Bangs Vej og Sven Hazel.

## Opvækst og uddannelse
Erik Haaest hed egentlig Erik Hansen og blev født på Hundslev Toftegård i Kølstrup Sogn ved Kerteminde. Da han kom på sergentskole i Helsingør først i 50'erne, var der seks andre Hansen'er. Det resulterede i lodtrækning om navneændring, og han skiftede derfor efternavn. Haaest blev uddannet som journalist ved Skjern Dagblad 1958-59 og Lollands Tidende. I perioden 1968-73 virkede han som journalist ved B.T., Se og Hør, Ude og Hjemme og Ugens Rapport. Han boede i længere tid i Torremolinos ved Costa Del Sol hvorfra han rapporterede hjem og i øvrigt producerede radio til de derboende danskere. Radiostationen sendte under navnet Radio Mercur. Den havde til huse i Malaga og var reklamefinansieret. Derudover var han i nogle år fra 1965 chefredaktør for de populære ungdomsblade Beat og Børge. Fra 1978-81 redigerede han Danske Tidende, der havde tilknytning til Fremskridtspartiet. Desuden fungerede han som koncertarrangør, impresario m.m. for flere musikere og har skrevet bøger om Peter Belli, The Kinks m.fl. Haaest var livet igennem myreflittig og ved siden af sin øvrige virksomhed, leverede han gennem det meste af sit voksenliv talrige (iflg. EH selv over 1000) tekster til revyer, sange, viser og små dagsaktuelle vers på bestilling til dagblade, altid under signaturen Bror Janus.

## Forfatterskab
Haaest havde 41 bogudgivelser bag sig, og har blandt andet skrevet bøger om danske frivillige i Waffen-SS (Frontsvin, ny udg. 2005); han afslørede angiveligt krigsforfatteren Sven Hassel som bedrager (Sven Hazel mysteriet, 2010) og fremlagde sin egen teori om dobbeltmordet på Peter Bangs Vej, ligesom han også har behandlet Edderkopsagen (Dobbeltmord og edderkopper, 2005). Han har indgående beskæftiget sig med danmarkshistorien 1935-55 med tiden før, under og efter besættelsen, som han selv var dybt præget af fra barnsben.

## Polemikken omkring Lorenzen-trilogien
Haaest udgav i maj 2007 bogen Hipofolk, som skulle være den første i en trilogi af bøger om Lorenzen-gruppen. Han modtog statsstøtte fra Statens Kunstråd til udarbejdelsen af første og andet bind i serien. Andet bind om Anna Lund Lorenzen udkom senere samme år. Men efter en artikel i Information 18. juli 2007 der afslørede, at Haaest i 1977 havde udgivet en dokumentations-avis ved navn Nationaltidende, der indeholdt artikler eller overskrifter, som såede tvivl om rigtigheden af Holocaust og Anne Franks dagbøger, kom der en ophedet offentlig debat om Haaests påståede synspunkter.
Et offentligt foredrag på Svendborg Bibliotek den 25. september 2008 fik et tumultagtigt forløb, da en større gruppe unge venstreorienterede forsøgte at blokere for publikums deltagelse, lige som sagen fik et internationalt tilsnit, da Simon Wiesenthal Centeret skrev til statsminister Anders Fogh Rasmussen og frarådede fortsat støtte til en 'holocaustbenægter'. Haaest fik afslag fra kunstrådet på yderligere støtte (angiveligt fordi de to første bøger skulle finansiere den tredje) og efter problemer med redaktionen på forlaget Documentas (der havde udgivet de første to bøger), nægtede Haaest at udgive den tredje om personen Jørgen Lorenzen.
Haaest skrev på sin hjemmeside som svar på beskyldningerne om at være holocaustbenægter, at han ikke benægtede fakta, men at han kritiserede "det åbenlyse misbrug af en verdenstragedie, som i eftertiden er lavet af underholdningsindustrien (film, bøger, artikler), samt DE HØJRØDE gamlinger fra DKP, som har elsket at hive 'nazikortet' hver gang nogen har tilladt sig at kritisere Stalintidens massemord, tortur og beskidt spionage."